# Ritter i P3
Ritter i P3 var ett radioprogram i SR P3. I januari 2007 tog Ritter i P3 över i det glapp som uppstod mellan att Lantz i P3 blev Lantz i P1 och P3:s nya tablå infördes. Programledare var Thomas Ritter som tidigare under lång tid varit stående vikarie för Annika Lantz.

### Fotnoter
1. ↑  ”Svensk mediedatabas”. http://smdb.kb.se/catalog/search?q=%22Ritter+i+P3%22+typ%3Aradio&sort=OLDEST. Läst 16 april 2011.